# Rauna (novads)
Rauna est un novads de Lettonie, situé dans la région de Vidzeme. En 2009, sa population est de 4 112 habitants.

## Personnalités
- Jānis Cimze (1814-1881), éducateur, collectionneur de chansons folkloriques, organiste, fondateur de la musique chorale lettone et pionnier de la musique professionnelle, né sur le domaine de Cimze de l'actuel novads de Rauna.